# Adelius ferulae
Adelius ferulae är en stekelart som först beskrevs av Vladimir Ivanovich Tobias 1964.  Adelius ferulae ingår i släktet Adelius och familjen bracksteklar. Inga underarter finns listade i Catalogue of Life.